# Spathoglottis erectiflora
Spathoglottis erectiflora är en orkidéart som beskrevs av Rudolf Schlechter. Spathoglottis erectiflora ingår i släktet Spathoglottis och familjen orkidéer. Inga underarter finns listade i Catalogue of Life.